# Temporada 1966 de la AFL
La Temporada 1966 de la AFL fue la 7.ª temporada de la AFL. La temporada también vio el debut de los
Miami Dolphins. Esto le dio la AFL 9 equipos (en número impar). Un sexto oficial, el juez de línea, se añadió al equipo de arbitraje.
La liga entra en conversaciones con la National Football League en relación con una fusión AFL-NFL, que entró en
vigor plenamente en 1970.
La temporada finalizó cuando los Kansas City Chiefs vencieron a los Buffalo Bills 31-7 y fue derrotado por los Green Bay Packers
de la NFL en el primer juego de Campeonato Mundial de la AFL-NFL, conocido hoy como el Super Bowl.

## Carrera Divisional
Con la adición de Miami, la AFL tenía 9 equipos, agrupados en dos divisiones, y un calendario de 14 juegos. Con 8 equipos, cada uno de ellos
había jugado un partido en casa de ida y vuelta contra los otros 7 equipos. Los nueve equipos se enfrentan entre sí al menos una vez, y cada
equipo jugarían otras seis veces. A pesar de Boston y Miami estaban en la División Este, sólo se encontraron una vez en la temporada,
el 27 de noviembre (ambos equipos equipos jugaron dos veces contra Kansas City y Denver, mientras que Boston jugó dos veces contra San Diego y
Miami contra Oakland, por lo que tenían 3 oponentes en la otra división al cual enfretaban más a menudo que a un rival divisional). El mejor
equipo de la División Este podría jugar contra los mejores de la División Oeste en un juego de campeonato. Si hubiera empate en la
clasificación, se llevaría a cabo una segunda fase para determinar el ganador de la división.
| Semana | Este      | Registro | Oeste            | Registro |
| ------ | --------- | -------- | ---------------- | -------- |
| 1      | Houston   | 1–0–0    | Empate (Oak, SD) | 1–0–0    |
| 2      | Houston   | 2–0–0    | Empate (KC, SD)  | 2–0–0    |
| 3      | N.Y. Jets | 2–0–0    | Empate (KC, SD)  | 2–0–0    |
| 4      | N.Y. Jets | 3–0–0    | Empate (KC, SD)  | 3–0–0    |
| 5      | N.Y. Jets | 3–0–1    | San Diego        | 4–0–0    |
| 6      | N.Y. Jets | 4–0–1    | Empate (KC, SD)  | 4–1–0    |
| 7      | N.Y. Jets | 4–1–1    | San Diego        | 4–1–1    |
| 8      | N.Y. Jets | 4–2–1    | Kansas City      | 5–2–0    |
| 9      | Boston    | 4–2–1    | Kansas City      | 6–2–0    |
| 10     | Buffalo   | 5–3–1    | Kansas City      | 7–2–0    |
| 11     | Buffalo   | 6–3–1    | Kansas City      | 8–2–0    |
| 12     | Buffalo   | 7–3–1    | Kansas City      | 8–2–1    |
| 13     | Buffalo   | 8–3–1    | Kansas City      | 9–2–1    |
| 14     | Boston    | 7–3–2    | Kansas City      | 9–2–1    |
| 15     | Boston    | 8–3–2    | Kansas City      | 10–2–1   |
| 16     | Buffalo   | 9–4–1    | Kansas City      | 11–2–1   |

## Temporada regular

### Resultados
Antes de la temporada, fue anunciada la fusión AFL-NFL, incluyendo que ambas ligas que acuerdan jugar un juego de Campeonato Mundial de la
AFL-NFL (más tarde conocido como el Super Bowl) comenzando en enero de 1967.
Además, los Miami Dolphins se unieron a la AFL como equipo de expansión.
| Local/Visitante | Local/Visitante    | División Este | División Este | División Este | División Este | División Este | División Oeste | División Oeste | División Oeste | División Oeste |
| Local/Visitante | Local/Visitante    | BOS           | BUF           | HOU           | MIA           | NY            | DEN            | KC             | OAK            | SD             |
| --------------- | ------------------ | ------------- | ------------- | ------------- | ------------- | ------------- | -------------- | -------------- | -------------- | -------------- |
| Este            | Boston Patriots    |               | 14–3          | 27–21         |               | 24–24         | 10–17          | 24–43          | 24–21          | 35–17          |
| Este            | Buffalo Bills      | 10–20         |               | 27–20         | 58–24         | 14–3          | 38–21          | 20–42          |                | 17–17          |
| Este            | Houston Oilers     | 14–38         | 20–42         |               | 13–20         | 24–0          | 45–7           |                | 31–0           | 22–28          |
| Este            | Miami Dolphins     | 14–20         | 0–29          | 29–28         |               | 14–19         | 24–7           | 18–19          | 14–23          |                |
| Este            | New York Jets      | 38–28         | 23–33         | 52–13         | 30–13         |               |                | 24–32          | 21–24          | 17–16          |
| Oeste           | Denver Broncos     | 10–24         |               | 40–38         | 17–7          | 7–16          |                | 10–56          | 3–17           | 20–17          |
| Oeste           | Kansas City Chiefs | 27–27         | 14–29         | 48–23         | 34–16         |               | 37–10          |                | 13–34          | 24–14          |
| Oeste           | Oakland Raiders    |               | 10–31         | 38–23         | 21–10         | 28–28         | 28–10          | 10–32          |                | 20–29          |
| Oeste           | San Diego Chargers | 24–0          | 27–7          |               | 44–10         | 42–27         | 24–17          | 17–27          | 19–41          |                |

### Tabla de posiciones
V = Victorias, D = Derrotas, E = Empates, CTE = Cociente de victorias, PF= Puntos a favor, PC = Puntos en contra
| Campeón de Division |

| Buffalo Bills   | 9 | 4  | 1 | .692 | 358 | 255 |
| Boston Patriots | 8 | 4  | 2 | .677 | 315 | 283 |
| New York Jets   | 6 | 6  | 2 | .500 | 322 | 312 |
| Houston Oilers  | 3 | 11 | 0 | .214 | 335 | 396 |
| Miami Dolphins  | 3 | 11 | 0 | .214 | 213 | 362 |

| Kansas City Chiefs | 11 | 2  | 1 | .846 | 448 | 276 |
| Oakland Raiders    | 8  | 5  | 1 | .615 | 315 | 288 |
| San Diego Chargers | 7  | 6  | 1 | .538 | 335 | 284 |
| Denver Broncos     | 4  | 10 | 0 | .286 | 196 | 381 |

## Juego de Campeonato
- Juego de Campeonato de la AFL
  - Kansas City Chiefs 31, Buffalo Bills 7, 1 de enero de 1967, War Memorial Stadium, Buffalo, New York
- Super Bowl I
  - Green Bay Packers (NFL) 35, Kansas City Chiefs (AFL) 10, el 15 de enero de 1967, Los Angeles Memorial Coliseum, Los Ángeles, California